# Ruga (film)
Ruga (în georgiană ვედრება, transliterat: Vedreba, în rusă Мольба, transliterat: Molba) este un film din 1967 regizat de Tenghiz Abuladze.

## Distribuție
- Spartak Bagașvili — poetul Hvtisiia[2]
- Rusudan Kiknadze — fecioara[2]
- Ramaz Cihikvadze — Mațili[2]
- Tenghiz Arcivadze — Aluda[2]
- Gheidar Palavandișvili — Muțali[2]
- Otar Megvinetuhuțesi — Djokola[2]
- Zurab Kapianidze — Zviadauri[2]
- Nana Kavtaradze — Liaza[2]
- Guram Pirțhalava — Vedreba[2]
- Irakli Uceaneișvili — Musa/naratorul textului[2]
- Dmitri Kipiani (nemenționat)[2]
- Larisa Danilina — naratoarea textului[2]

## Lansare
A fost lansat în anul 1969 și a avut parte de un succes comercial moderat, fiind vizionat de 1,2 milioane de spectatori în cinematografele din Uniunea Sovietică.